# Schefflera pachyphlebia
Schefflera pachyphlebia är en araliaväxtart som beskrevs av Elmer Drew Merrill. Schefflera pachyphlebia ingår i släktet Schefflera och familjen araliaväxter. Inga underarter finns listade.